# Dubina (Texas)
Dubina je malé nezařazené území v okresu Fayette v Texasu v USA.  V roce 2000 zde žilo 44 osob. Dříve to však bylo prosperující společenství. Tato osada založená v roce 1856 byla prvním Čechy vybudovaným sídlem v Texasu. Nachází se 144 km západně od Houstonu a 167 km východně od San Antonia. Od roku 2003 nese převážná část vesnice označení Historická oblast Dubina a je zapsána v Národním registru historických míst Spojených států amerických.
V Dubině se nachází několik historických budov, z nichž je nejznámější jeden z texaských malovaných kostelů zasvěcený svatým Cyrilovi a Metodějovi.

## Název
Současné jméno osady údajně vzniklo současně s příjezdem prvních českých osadníků. Podle pověsti projížděla skupina přistěhovalců zdejší krajinou a hledala vhodné místo pro založení osady. Náhle začalo pršet. Poutníci se uchýlili pod rozložitý dub, a jak se tak rozhlíželi kolem, uvědomili si, jak příjemné je místo, kde se ocitli. Rozhodli se zde tedy usadit a osadu nazvali podle stromu, jenž jim poskytl úkryt, tedy Dubina. Nicméně, jak se lze dočíst na oficiálních stránkách obce, první jméno zdejší osady znělo Navidad, což španělsky znamená Vánoce, a Bohemian Navidad neboli České Vánoce. Toto jméno bylo odvozeno od nedaleké řeky Navidad.

## Historie
Po založení osady v roce 1856 začali osadníci pěstovat bavlnu. Při první sklizni se jim podařilo získat pouze jeden žok surové bavlny. Sotva si začali zvykat na zdejší podmínky, vypukla Americká občanská válka a mnoho mužů bylo odvedeno do armády Konfederace. 
Po válce se Dubina stala jakýmsi předmostím, místem první příležitosti pro nově dorazivší Čechy, stejně jako nedaleké Hackberry pro německé přistěhovalce. 
Železniční trať společnosti Galveston, Harrisburg, & San Antonio Railroad se roku 1873 na úseku mezi Weimarem a Schulenburgem Dubině vyhnula. Počet obyvatel začal následně klesat, nicméně kolem roku 1900 čítala zdejší farnost na 600 rodin, které žily „v doslechu zvonů kostela sv. Cyrila a Metoděje“.
První kostel byl v Dubině postaven v roce 1876. Roku 1909 ho zničil hurikán, ale již roku 1912 byl obnoven. Přežil pak požár, který ve stejném roce poničil celé městečko.